# HD 93148
HD 93148 — одиночная звезда в созвездии Большой Медведицы на расстоянии приблизительно 316 световых лет (около 96,8 парсек) от Солнца. Видимая звёздная величина звезды — +8,33m. Возраст звезды оценивается как около 1,6 млрд лет.
Вокруг звезды обращается, как минимум, одна планета.

## Характеристики
HD 93148 — жёлто-белая звезда спектрального класса F5, или F7. Масса — около 1,4 солнечной, радиус — около 1,555 солнечного, светимость — около 3,466 солнечных. Эффективная температура — около 6437 К.

## Планетная система
В 2019 году группой астрономов проекта MASCARA у звезды обнаружена планета MASCARA-3 b.
В 2019 году учёными, анализирующими данные проектов HIPPARCOS и Gaia, у звезды обнаружена планета HIP 52796 c.